# Мері Ейнсворт
Мері Дінсмор Солтер, у шлюбі Ейнсворт (англ. Mary Ainsworth, 1 грудня 1913 — 21 березня 1999) — американсько-канадська дослідниця психології розвитку. Розробниця ситуаційної процедури для спостереження за ранньою емоційною прив'язаністю між дитиною та людиною, яка першою турбується про неї (caregiver).
Багато досліджень Ейнсворт є «наріжними каменями» сучасної теорії прив'язності. Огляд опиту загальної психології у 2002 р. Ейнсворт назвав 97-м найбільш цитованим психологом ХХ століття.

## Життєпис
Мері Дінсмор Солтер народилася в Глендейлі, штат Огайо, 1 грудня 1913 року, першою з трьох дочок у Мері та Чарльза Солтерів. Батько мав ступінь магістра з історії і працював у виробничій фірмі в Цинциннаті, а мати, яка навчалася медичною сестрою, була домогосподаркою. Її батьки були випускниками Дікінсонського коледжу, що оцінили «високу цінність хорошої ліберальної художньої освіти» і очікували, що їхні діти матимуть відмінні навчальні досягнення.
У 1918 році сім'я переїхала до Торонто, штат Онтаріо, Канада, де Мері провела решту дитинства.
Почала заняття в Торонтоському університеті у 16 років, де була лише однією із п'яти студентів, яких прийняли на курси з відзнакою з психології. Виконала бакалаврську роботу в 1935 році і продовжила освіту в університеті Торонто, здобувши магістерський ступінь із психології в 1936 р., а докторський в 1939 р. Дисертація Солтер отримала назву «Оцінка коригування на основі концепції безпеки».
Після навчання Солтер залишилася в Торонто викладати перед тим, як вступити до Канадського жіночого армійського корпусу в 1942 році.
Незабаром отримала посаду радниці директора з підбору персоналу Канадського жіночого армійського корпусу, а в 1945 році дійшла до майорського звання.
Після перемоги у війні Солтер повернулася до Торонто, щоб продовжувати викладати психологію особистості, проводила дослідження.
В 1950 році одружилася з Леонардом Ейнсвортом, аспірантом кафедри психології Університету Торонто, і переїхала до Лондона, щоб дозволити йому закінчити докторський ступінь в Університетському коледжі Лондона.
Після багатьох інших академічних посад, включаючи тривалий термін роботи в університеті Джона Гопкінса, Солтер влаштувалася в університеті Вірджинії в 1975 році, де залишилася до кінця своєї академічної кар'єри в 1984. З цього часу вона стала професоркою, активною до 1992 року.
У 1984 році Солтер-Ейнсворт отримала багато відзнак, в тому числі премію Г. Стенлі Холла від APA за психологію розвитку, премію за відмінні внески у розвиток дитини в 1985 році та нагороду «Відмітний науковий внесок» від Американської психологічної асоціації в 1989 році. Обрана стипендіаткою Американської академії мистецтв і наук у 1992 році.
Померла Мері Ейнсворт 21 березня 1999 року в 85-річному віці через інсульт.

## Основні роботи
- Ейнсворт, М. та Боулбі, Дж. (1965). Догляд за дітьми та зростання любові. Лондон: Книги пінгвінів.
- Ейнсворт, М. (1967). Дитинство в Уганді. Балтімор: Джон Гопкінс.
- Ainsworth, M., Blehar, M., Waters, E., & Wall, S. (1978). Шаблони прихильності. Гіллсдейл, Нью-Джерсі: Ерльбаум.

## Нагороди
- Phi Beta Kappa, Університет Торонто
- Відзнака за внесок, Психологічна асоціація Меріленда (1973)
- Визначна премія за науковий внесок, Психологічна асоціація Вірджинії (1983)
- Визначна премія за науковий внесок, відділ 12 (Відділ клінічної психології), Американська психологічна асоціація (APA; 1984)
- Премія Ґ. Стенлі Голла, відділ 7 (Відділ психології розвитку), APA (1984)
- Відзнака, Комітет з психіатрії та психічної гігієни, Академія медицини Нью-Йорка (1984)
- Вільям Т. Ґрант, викладач з поведінкової педіатрії, Товариства поведінкової педіатрії (1985)
- Премія за визначний внесок у дослідження розвитку дитини, Товариство досліджень у розвитку дитини (1985)
- Премія за відзначений професійний внесок у знання, APA (1987)
- Премія К. Андерсона Олдріха за розвиток дитини, Американська академія педіатрії (1987)
- Премія за відмінні досягнення, Асоціація психічного здоров'я дітей у Вірджинії (1989)
- Почесна стипендія, Королівський коледж психіатрів (1989)
- Визначна премія за науковий вклад, APA (1989)
- Американська академія мистецтв і наук (1992)
- Визначна премія професійного внеску, відділ 12 (Відділ клінічної психології), APA (1994)
- Міжнародне товариство з вивчення нагороди кар'єри, що відрізняється особистими стосунками (1996)
- Премія наставника, відділ 7 (Відділ психології розвитку), APA (1998)
- Золота медаль за життєві досягнення в науці психології Американського психологічного фонду (APF, 1998)